# Organopoda annulifera
Organopoda annulifera är en fjärilsart som beskrevs av Butler 1889. Organopoda annulifera ingår i släktet Organopoda och familjen mätare. Inga underarter finns listade i Catalogue of Life.